# Sun 2500
 (octobre 2012).
Si vous disposez d'ouvrages ou d'articles de référence ou si vous connaissez des sites web de qualité traitant du thème abordé ici, merci de compléter l'article en donnant les références utiles à sa vérifiabilité et en les liant à la section « Notes et références ».
Le SUN 2500 est un voilier de 25 pieds du chantier Jeanneau, produit et commercialisé de 2005 à 2011.

La carène a été dessinée par Olivier Petit.

Il était disponible en version in-board (avec un moteur Yanmar 1GM) ou en version hors-bord.